# Dialetti croati
I dialetti croati sono i dialetti della famiglia linguistica croata, storicamente parlati in Croazia, Bosnia ed Erzegovina, Serbia (in Voivodina, in Bačka settentrionale e occidentale, in Sirmia e in pochi villaggi nel Banato), Montenegro (Bocche di Cattaro, nelle piccole comunità in Budua e Antivari), Italia (Molise), Austria (Burgenland), Ungheria (Piccole comunità in Ungheria occidentale e settentrionale lungo il fiume Danubio, nella Ungheria meridionale, le contee lungo il fiume Drava, in Baranya, Bács-Kiskun, Csongrád-Csanád, intorno da Budapest, pochi villaggi in Ungheria interna), Kosovo (alcuni villaggi intorno Janjevo), Repubblica Ceca (in Moravia), Slovacchia (vicino a Bratislava) e Romania (in due aree del Banato occidentale, dintorni di Carașova/Karaševo e Reșița/Ričica).
Sono suddivisi in tre/quattro gruppi principali:
- Stocavo (štokavo) diffuso maggiormente negli Stati indicati sopra;
- Ciacavo (čakavo) diffuso solo in una parte della Croazia (maggiormente nelle aree litorali e nelle isole croate);
- Caicavo (kajkavo) diffuso solo in una parte della Croazia (maggiormente nella Croazia nordoccidentale);
- Torlacco (torlačko) - diffuso solo tra i croati intorno a Carașova/Karaševo e Reșița/Ričica in Romania e i croati del Kosovo.

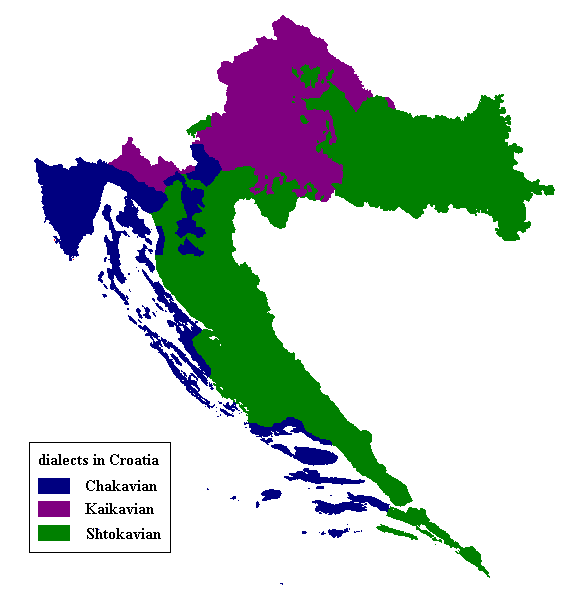

## Forma
Le tre denominazioni sono dovute alla forma che assume nei vari dialetti la domanda "Che cosa?": Što? (o Šta?), Ča? e Kaj?.
Le varianti di questi dialetti vengono generalmente sottoclassificate rispetto alla pronuncia dell'antica vocale "jat" (ě) che a seconda dei casi si è trasformata in i ("ikavo", icavo), e ("ekavo", ecavo), ije/je ("ijekavo", iecavo): ad esempio, la parola "bello" può essere scritta e pronunciata come "lipo", "lepo" o "lijepo"; la parola "poema" può essere scritta e pronunciata come "pisma", "pesma" o "pjesma".
Dei quattro gruppi di varianti così definite, il più diffuso è quello dello ijekavo, poi ekavo e ikavo.

## Altre lingue
Il dialetto štokavo è base della lingua serbo-croata (nelle quattro principali varianti del croato, del serbo, del bosniaco e del montenegrino). Linguisticamente, il dialetto štokavo è un diasistema munito di quattro varietà standard, costituite appunto dalle lingue nazionali sopra citate.
È da sottolineare il fatto che le quattro varianti standard croata, serba, bosniaca e montenegrina sono fra loro simili (differiscono nella grafia, nella sintassi e nell'uso dei tempi/modi verbali e nell'uso di prestiti e calchi linguistici da altri idiomi). Secondo alcuni linguisti, rispettive varianti del serbo-croato si potrebbero definire dialetti anziché lingue vere e proprie, poiché le variazioni di pronuncia e di lessico risultano contenute.